# Cordilura qualis
Cordilura qualis är en tvåvingeart som först beskrevs av Thomas Say 1829.  Cordilura qualis ingår i släktet Cordilura och familjen kolvflugor.
Artens utbredningsområde är Indiana. Inga underarter finns listade i Catalogue of Life.